# غويندولين رايت
غويندولين رايت (بالإنجليزية: Gwendolyn Wright)‏ هي مؤرخة أمريكية، ولدت في 1946.